# Guinglange
Guinglange település Franciaországban, Moselle megyében. Lakosainak száma 328 fő (2022. január 1.). Guinglange Elvange, Flétrange, Fouligny, Hémilly, Raville, Servigny-lès-Raville, Haute-Vigneulles és Villers-Stoncourt községekkel határos.

## Népesség
A település népességének változása:
| Lakosok száma | 217  | 224  | 222  | 281  | 321  | 335  | 329  | 328  | 335  | 328  |
|               | 1968 | 1982 | 1990 | 2006 | 2013 | 2015 | 2017 | 2019 | 2020 | 2022 |